# Kai Nielsen (komponist)
 For alternative betydninger, se Kai Nielsen (flertydig). (Se også artikler, som begynder med Kai Nielsen)
Kai Verner Nielsen (14. september 1899 - 8. maj 1961) var en dansk dirigent og komponist.
Han blev født i Odense, hvor han som 9-årig blev medlem af FDF, hvor han begyndte sin musikalske løbebane. Som 17-årig blev han medlem af Odense Regimentskorps, hvor han spillede i fire år, inden han i 1920 blev forflyttet til Den Kongelige Livgardes musikkorps.
Som dirigent arbejdede han for Københavns Politiorkester og Fælledparkens Orkester, inden han i 1946 blev Georg August Madsens efterfølger som dirigent for Den Kongelige Livgardes Musikkorps. Han besad denne post indtil sin død i 1961.
Nielsen komponerede flere marcher, og de kendteste af hans kompositioner er Dronning Ingrids Honnørmarch fra 1935 og Kong Frederik d. IX's Honnørmarch fra 1947.

## Udvalgte værker
- Dronning Ingrids Honnørmarch
- Kong Frederik d. IX's Honnørmarch
- Den Kongelige Marines Honnørmarch
- Gustav Adolfs VI Honnørmarch